# Église Erskine and American
L'église Erskine and American United était un temple presbytérien de Montréal membre de l’Église unie du Canada ; elle fait maintenant partie du Musée des beaux-arts.
Située au 1365 de la rue Sherbrooke ouest, dans le Mille carré doré, elle se trouve tout à côté du pavillon Michal et Renata Hornstein du musée, et près de l'université McGill, de l'université Concordia et de la station de métro Guy-Concordia.
Elle est située près de l'église Saint Andrew and Saint Paul, une autre église presbytérienne environ deux fois plus grande que celle-ci.

## Description
L'église est de style néoroman richardsonien. Les grands arcs encadrés de colonnes, le grès texturé, les suites de petites ouvertures, le bossage ornemental sont caractéristiques du style de Henry Hobson Richardson. Le bâtiment, de pierre taillée, suit les plans de l’architecte Alexander Cowper Hutchison. Les modifications de l'intérieur en 1938–39 ont mis en valeur l'influence néo-byzantine de son architecture.
L'église, ornée de vitraux, comprend la plus importante collection de vitraux Tiffany du Canada. Elle est classée lieu historique national du Canada depuis 1998,.

## Histoire

### L'église
L'histoire de l'église Erskine and American est représentative de l'évolution mouvementée des églises presbytériennes de Montréal et du Canada.
En 1866, est inaugurée l'église presbytérienne américaine de Montréal (American Presbyterian Church), à l'angle nord-ouest de la rue Dorchester et de la rue Drummond.

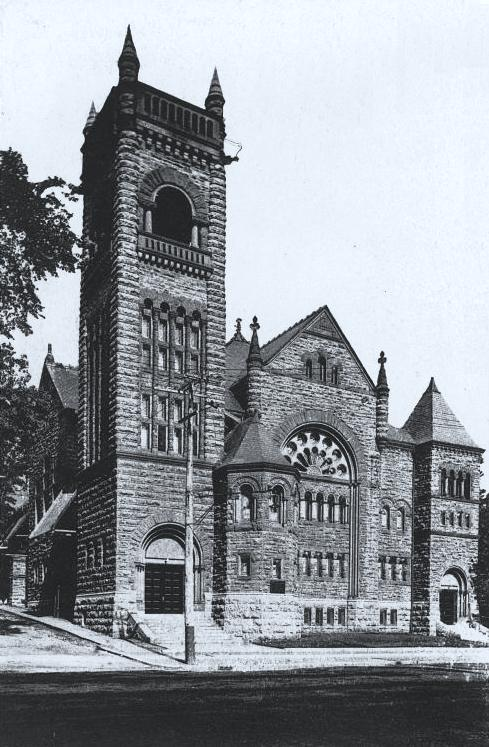
Église Erskine and American, vers 1910

L'église Erskine est construite en 1893–94 selon les plans de l’architecte Alexander Cowper Hutchison, afin de servir de lieu de culte à la congrégation presbytérienne des Sécessionnistes d’Écosse, remplaçant deux autres temples devenus tour à tour trop petits.
L’église Erskine s’incorpore à l’Église unie du Canada en 1925 et devient, à partir de ce moment, l’église Erskine United. Puis, en 1934, l’église presbytérienne américaine de Montréal décide de s’intégrer avec cette dernière. L’église Erskine United devient alors l’église Erskine and American United.
Des changements dans le culte se matérialisent alors par un réaménagement complet de l’intérieur de l’église en 1937-38 sous la supervision des architectes Nobbs et Hyde. C'est aussi à ce moment que les vitraux Tiffany, commandés entre 1897 et 1902, créés en 1903, sont transférés de l'église de la rue Dorchester à celle de la rue Sherbrooke.
À partir de la fin des années 1970, le nombre de fidèles diminue considérablement. L'église est fermée en juin 2004, et la congrégation se fond dans la congrégation St. Andrews and Dominion Douglas sous le nom de Mountainside United Church. 

### Pavillon du musée des beaux-arts de Montréal

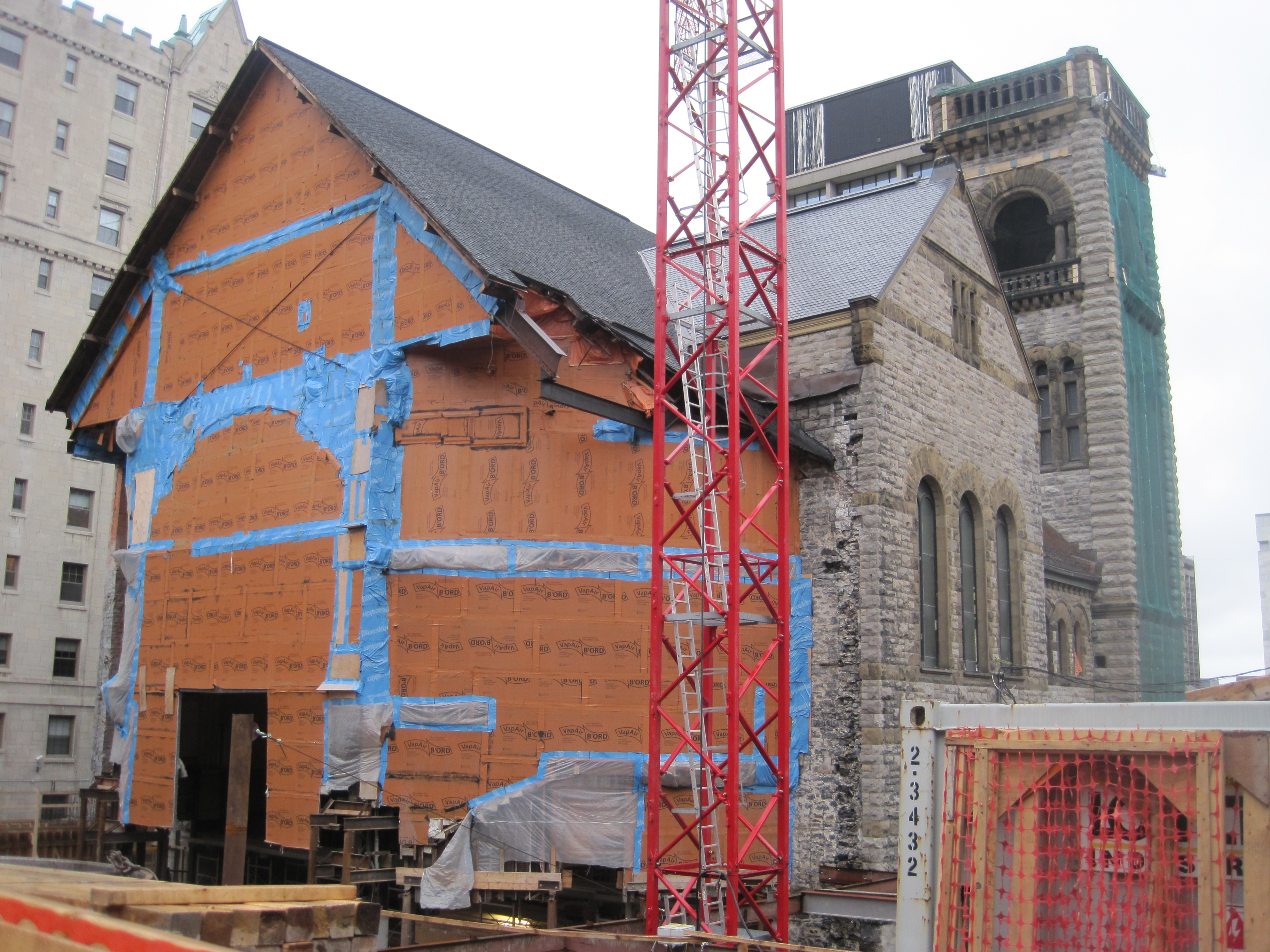
Travaux de rénovation à l'arrière de l'église Erskine and American en août 2009

Le Musée des beaux-arts de Montréal, situé à côté et en quête d'espace, se porte acquéreur de l'église Erskine and American United,.
L'intérieur de l'église prend le nom de salle Bourgie. On y présente des expositions temporaires mais elle sert principalement de salle de concerts, plus de 100 concerts y étant présentés chaque année, en collaboration avec la fondation Arte Musica. Un nouveau pavillon, de cinq étages, est construit entre 2009 et 2011 à l'arrière de l'église. Nommé pavillon Claire et Marc Bourgie, il est consacré à l'art canadien et québécois, comptant, entre autres, plusieurs œuvres d'Ozias Leduc et d'Alfred Laliberté.
La restauration de dix-sept vitraux Tiffany est entreprise en 2008.
Dès 2009, le Musée des beaux-arts de Montréal organise une grande exposition, Le verre selon Tiffany : la couleur en fusion. Cette exposition, dont les vitraux sont un élément clé, est tenue d'abord au Musée du Luxembourg à Paris, puis à Montréal au début de 2010.

### Sources
- Étude patrimoniale de l'église Erskine and American United, octobre 2006
- GrandQuébec.com